# 杰克逊广场公园
杰克逊广场公园（Jackson Square Park）是纽约市曼哈顿格林尼治村历史区的一个城市公园，面积0.227英畝（920平方），西面是第八大道，南面是霍瑞肖街，东边是格林尼治大道。公园打断了西十三街。
公园三角形的基本特征源自于两条美洲原住民小径的交叉点，这两条小道发展为格林尼治村的基本街道。这个三角形区域先后演变为公共集会地点、维多利亚式观景花园、儿童游乐场，最后成为当代的混合用途空间。

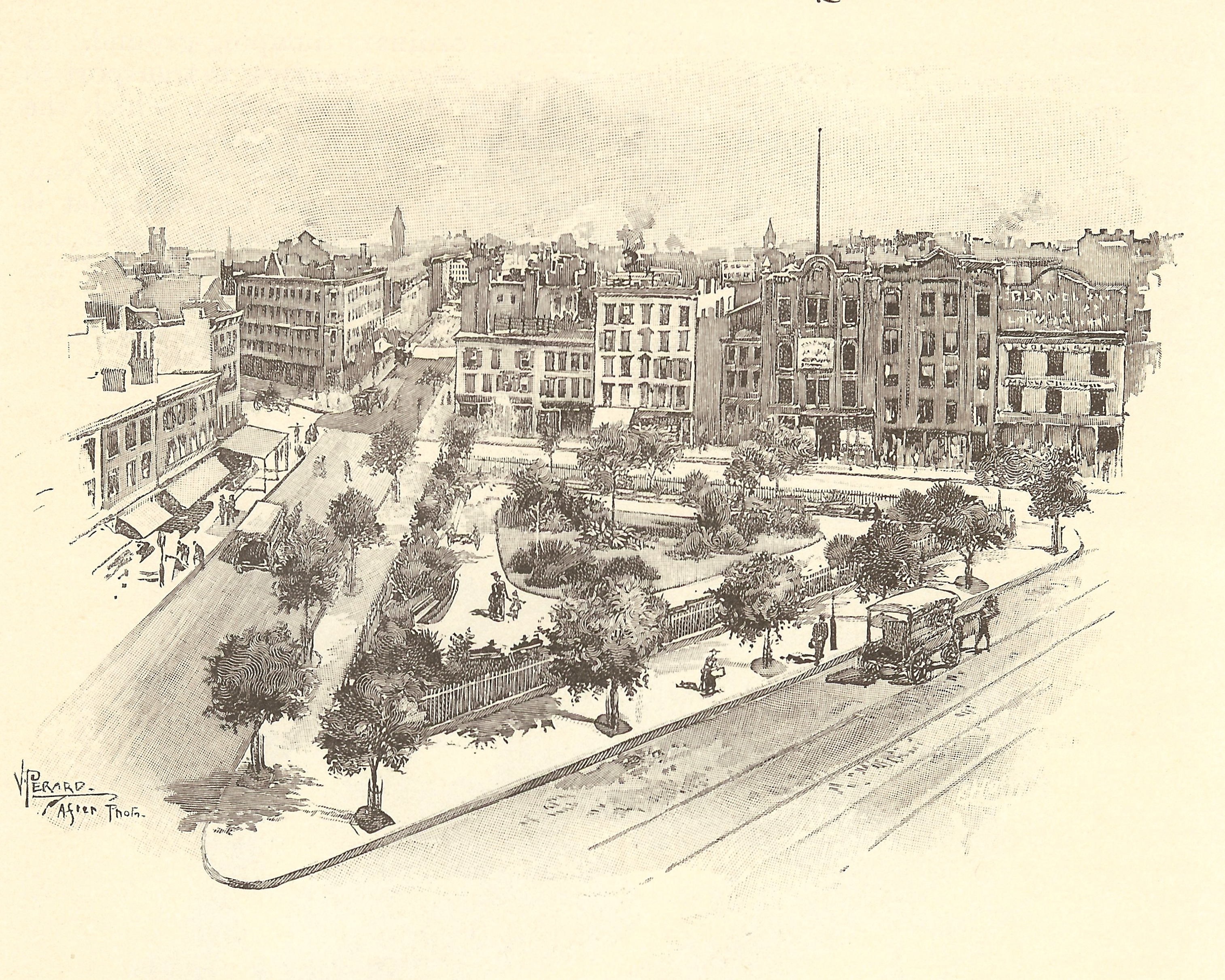
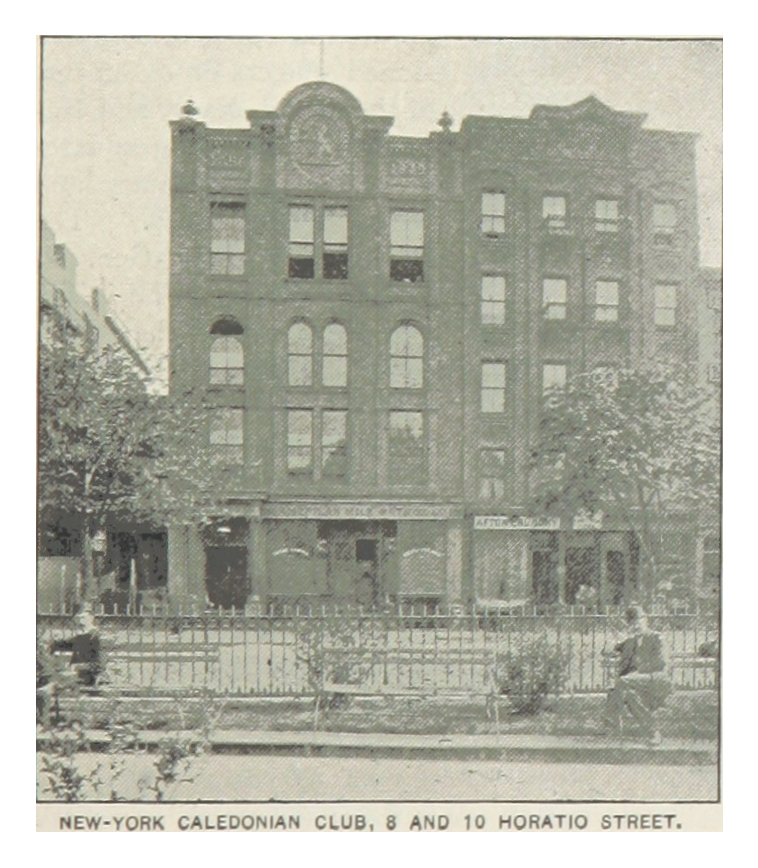
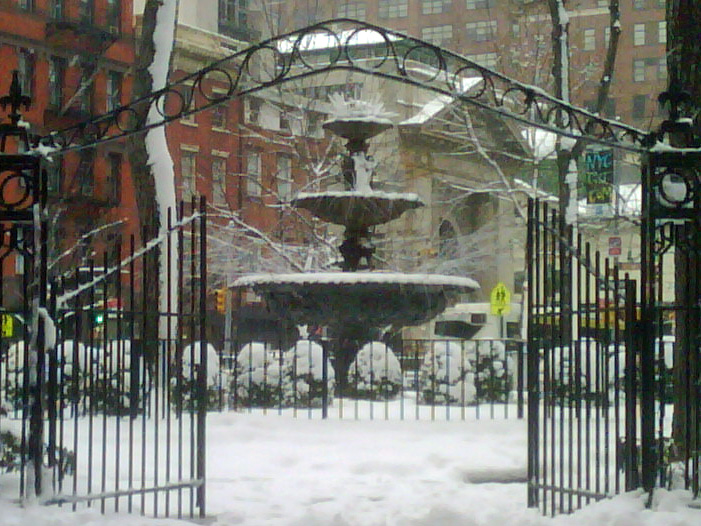
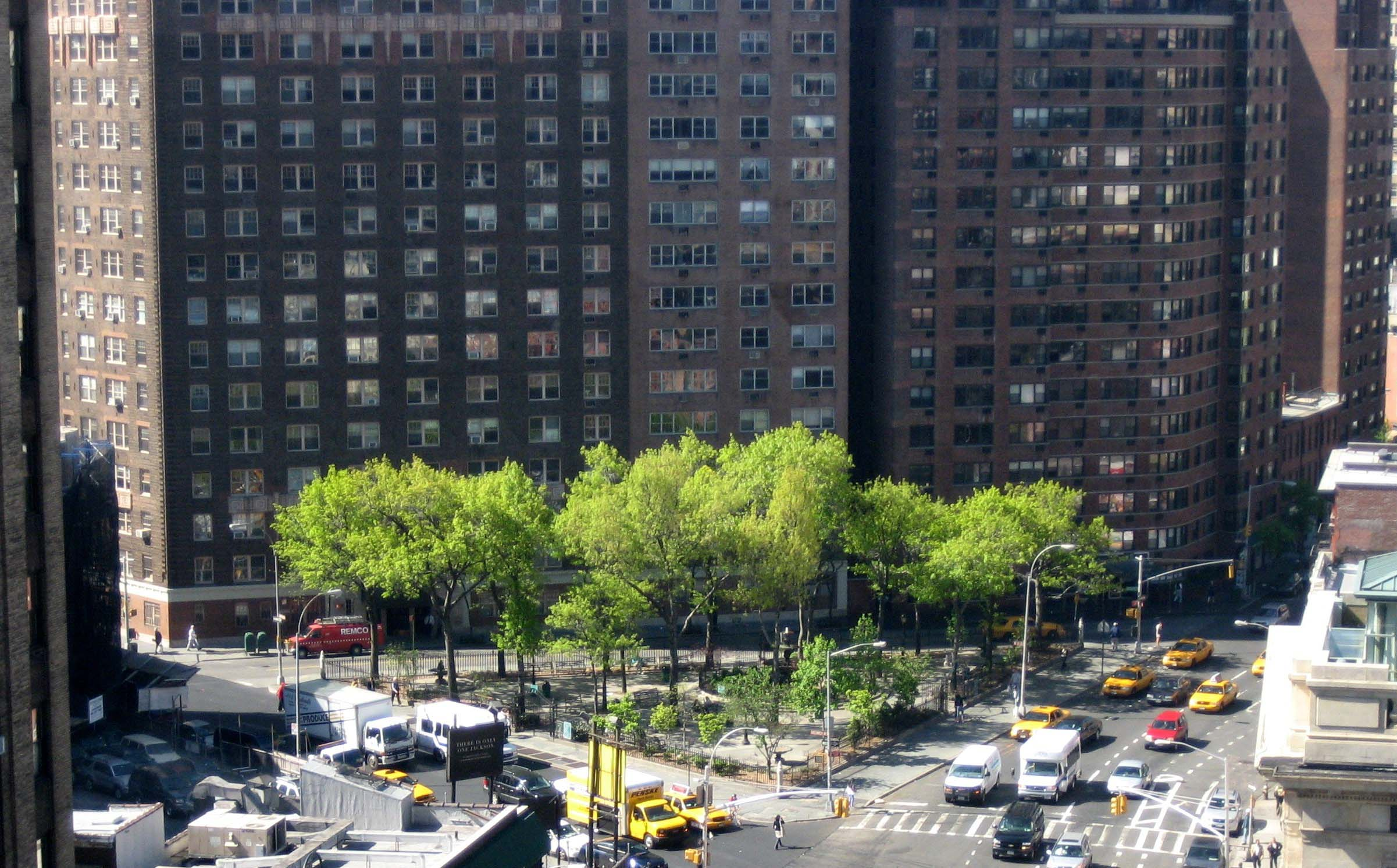
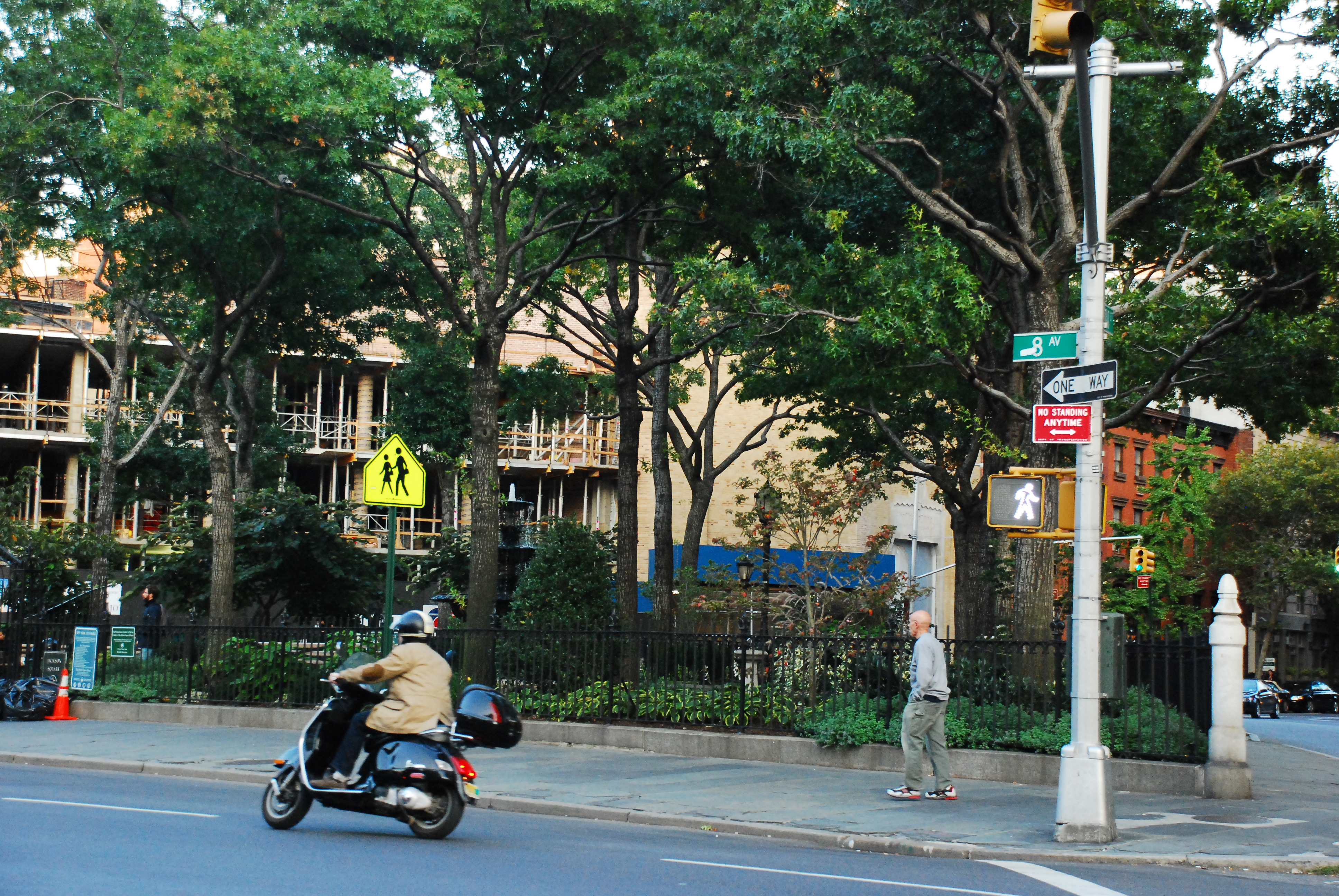